# The Others (Miyavi-album)
A The Others Miyavi japán rockzenész kilencedik stúdióalbuma, mely 2015. április 15-én jelent meg. A lemez 10. volt az Oricon slágerlistáján, a Billboard Japan listáján pedig 9.

## Háttér és megjelenés
Az album producerei a Grammy-díjas Drew Ramsey és Shannon Sanders voltak, a felvételek Nashville-ben készültek. Az Alien Girl című dalt Angelina Jolie ihlette, a címadó dalnak, a The Othersnek pedig egy második verziója is megjelent, az UNHCR számára. Az albumon Robert Harvey is közreműködik a Unite című dalban. Ehhez a lemezhez Miyavi Fender Telecaster gitárra váltott, ami szerinte „intenzívebb és agresszívabb” hangzást tesz lehetővé. Az album koncepciója a másság elfogadását hirdeti. Miyavi maga is többször megtapasztalta, hogy a társadalom nyomására a legtöbben megpróbálnak hozzáigazodni a normákhoz. Mikor az Egyesült Államokba költözött, saját szavaival élve még a lánya iskolaigazgatójával is félt beszélni, annyira feltűnő volt tetovált japánként.
Az albumot egy kétrészes japán turné, majd egy európai turné (az ötödik) követte, és Szöulban is adott egy koncertet.

## Számlista
Az összes szám szerzője Miyavi, Drew Ramsey, Shannon Sanders, Leo Imai; valamint Robert Harvey (8. szám). 
| 1.  | Cruel                     | 4:21 |
| 2.  | Into The Red              | 2:46 |
| 3.  | Come Alive                | 3:51 |
| 4.  | Alien Girl                | 3:43 |
| 5.  | Let Go (2015 Version)     | 2:24 |
| 6.  | Odyssey                   | 2:55 |
| 7.  | All The Way               | 3:08 |
| 8.  | Unite (ft. Robert Harvey) | 3:28 |
| 9.  | The Others                | 3:26 |
| 10. | Calling                   | 4:07 |
| 11. | Shangri-La                | 2:47 |